# Ulrich Häde
Ulrich Häde (* 2. August 1960 in Heinebach) ist ein deutscher Rechtswissenschaftler.

## Leben
Von 1981 bis 1986 studierte er Rechtswissenschaften an der Universität Würzburg (1986 erste juristische Staatsprüfung). Von 1986 bis 1989 absolvierte er das Referendariat im OLG-Bezirk Bamberg (1989 zweite juristische Staatsprüfung). Nach der Promotion 1991 zum Dr. iur. utr. und der Habilitation 1996 (Lehrbefugnis für die Fächer Staatsrecht, Verwaltungsrecht, Europarecht und Völkerrecht) ist er seit 1997 Inhaber des Lehrstuhls für Öffentliches Recht, insbesondere Verwaltungsrecht, Finanzrecht und Währungsrecht an der Juristischen Fakultät der Europa-Universität Viadrina.
Seine Forschungsschwerpunkte sind Finanzverfassung in Deutschland und der Europäischen Union, Länderfinanzausgleich, Staatsschuldenrecht, Föderalismusreform; Verteilung der Kompetenzen im Bundesstaat, Währungs- und Zentralbankrecht, Europäische Wirtschafts- und Währungsunion, Verfassungsfragen der Bankenaufsicht und Wirtschaftsverwaltungsrecht.

## Schriften (Auswahl)
- Geldzeichen im Recht der Bundesrepublik Deutschland. Baden-Baden 1991, ISBN 3-7890-2288-8.
- Finanzausgleich. Die Verteilung der Aufgaben, Ausgaben und Einnahmen im Recht der Bundesrepublik Deutschland und der Europäischen Union. Tübingen 1996, ISBN 3-16-146636-5.
- mit Hugo J. Hahn: Währungsrecht. München 2010, ISBN 978-3-406-58525-8.
- Euro-Rettung zwischen Exekutivprimat und Parlamentsvorbehalt. Baden-Baden 2012, ISBN 3-8329-7623-X.